# NGC 2923
NGC 2923 est une galaxie spirale intermédiaire compacte relativement éloignée et située dans la constellation du Lion. NGC 2923 a été découverte par l'astronome allemand Albert Marth en 1864. 

## Caractéristiques
Sa vitesse par rapport au fond diffus cosmologique est de 8 509 ± 22 km/s, ce qui correspond à une distance de Hubble de 125,5 ± 8,8 Mpc (∼409 millions d'al).
À ce jour, trois mesures non basées sur le décalage vers le rouge (redshift) donnent une distance de 141,000 ± 10,000 Mpc (∼460 millions d'al), ce qui est à l'intérieur des valeurs de la distance de Hubble. Notons cependant que c'est avec la valeur moyenne des mesures indépendantes, lorsqu'elles existent, que la base de données NASA/IPAC calcule le diamètre d'une galaxie et qu'en conséquence le diamètre de NGC 2923 pourrait être d'environ 22,7 kpc (∼74 000 al) si on utilisait la distance de Hubble pour le calculer.

## Supernova
La supernova SN 2005K a été découverte dans NGC 2923 le 15 janvier 2005 par O. Trondal et M. Schwartz des observatoires Tenagra. Cette supernova était de type II.